# Raja Jang
Raja Jang é uma cidade do Paquistão localizada na província de Punjab.